# 塞鲁·埃佩尼萨·萨空鲍
塞鲁·埃佩尼萨·萨空鲍（發音：[ˈseru epeˈniːsa ðakomˈbau]；1815年—1883年），斐濟酋長，在湯加的支持下統一斐济，並於1871年6月5日—1874年10月10日任斐济國王。此後，他被迫將斐濟的君主頭銜轉移給英國的維多利亞女王。
塞鲁·埃佩尼萨·萨空鲍繼承了他父親塔诺阿·维萨万加，在1852年12月8日成為姆巴乌岛武尼瓦卢（最高酋長），他宣稱姆巴乌岛擁有凌驾于斐濟诸统治者之上的宗主權，并聲稱自己是斐濟事实上的國王。然而，萨空鲍的宣稱并不被一些酋长所接受，他们認為他僅僅是平等集体间的一名首席。此后他利用19年致力於長期的戰爭來統領這座島嶼在他的權力之下。在1865年，斐济独立王国联盟建立，萨空鲍成为大议会主席。然而兩年後，該聯盟分裂成為“姆巴乌王国”和“劳联盟”，萨空鲍僭越成為姆巴乌國王。在西方势力的支持下，萨空鲍最後在1871年成功的建立了斐濟王國，以莱武卡為首都。他決定成立一個君主立憲國家，立法议会于該年11月首次召集。立法機關和內閣皆被外國人所支配。
美國政府早就承认了萨空鲍为斐濟国王，但這並不對他有利。美國政府要他為1849年（當時他还未成为姆巴乌岛武尼瓦卢）美國外交官约翰·布劳恩·威廉在努庫勞島的住所遭縱火襲擊案件負責，逼他賠償44000美元。因为他無力償債且害怕美國入侵，萨空鲍決定割讓土地給英國。他亦部分出於希望大英帝國會帶來基督教和文明給斐濟。萨空鲍曾是食人者，但在1854年皈依基督教并放棄食人行為。他保留姆巴乌岛武尼瓦卢头衔，平靜生活直到1883年死去。
萨空鲍家族是斐濟望族，不少領導人物均是他子孫。他的曾曾孫乔治·萨空鲍爵士，在1973年—1983年任斐济总督（他是斐濟第一位在本土出生的總督）。他女兒安迪·利提亚·萨空鲍的后裔埃佩利·奈拉蒂考在2009年成为斐济总统。卡米塞塞·马拉，現代斐濟國父，亦是他的後人。萨空鲍後代活躍於斐濟政壇學界軍事精英群。

## 參见
- 斐济王国
- 斐济君主

## 外部連結
- 斐濟:食人族島
- 斐濟簡史 （页面存档备份，存于）
- 斐濟歷史 （页面存档备份，存于） (有一定錯誤，但是關於食人基本屬實).
- Rabuka No Other Way,Eddie Dean，Stan Ritova:第32, 36, 71頁提到萨空鲍。
- Men of Mana, Kathleen Hancock (numerous references to Cakobau).